# Tomas Arana
Tomas Arana, nato Thomas Clifford Arana (Auburn, 3 aprile 1955), è un attore statunitense naturalizzato italiano.

## Biografia
Nella sua carriera ha preso parte a diverse produzioni cinematografiche, tra cui L'ultima tentazione di Cristo, Caccia a Ottobre Rosso, Guardia del corpo, L.A. Confidential, Il gladiatore, Pearl Harbor, The Bourne Supremacy, Defiance - I giorni del coraggio e Limitless, lavorando con Martin Scorsese, John McTiernan, Curtis Hanson, Ridley Scott, Edward Zwick e altri. Ha partecipato come guest star a varie serie televisive come Miami Vice, E.R. - Medici in prima linea, Law & Order: Criminal Intent, Senza traccia, 24, CSI: Scena del crimine e Lie to Me.
Molto attivo anche in Europa, soprattutto in Italia, nel corso degli anni ha recitato, tra gli altri, nel film Io e mia sorella di Carlo Verdone, nella serie Tutti pazzi per amore e nelle miniserie Rebecca, la prima moglie e Mike.

## Filmografia

### Cinema
- Fatto di sangue fra due uomini per causa di una vedova. Si sospettano moventi politici, regia di Lina Wertmüller (1978) – non accreditato
- Giallo napoletano, regia di Sergio Corbucci (1978)
- La pelle, regia di Liliana Cavani (1981)
- Incidente di percorso (1986)
- Io e mia sorella, regia di Carlo Verdone (1987)
- Il maestro del terrore, regia di Lamberto Bava (1988)
- L'ultima tentazione di Cristo (The Last Temptation of Christ), regia di Martin Scorsese (1988)
- Domino, regia di Ivana Massetti (1988)
- Intimo, regia di Beppe Cino (1988)
- La chiesa, regia di Michele Soavi (1989)
- Rosso di sera, regia di Beppe Cino (1989)
- Francesco, regia di Liliana Cavani (1989)
- Caccia a Ottobre Rosso (The Hunt for Red October), regia di John McTiernan (1990)
- La setta, regia di Michele Soavi (1991)
- Out of Control, regia di Ovidio G. Assonitis (1992)
- Guardia del corpo (The Bodyguard), regia di Mick Jackson (1992)
- Misteria (Body Puzzle), regia di Lamberto Bava (1992)
- Bugie rosse, regia di Pierfrancesco Campanella (1993)
- Tombstone, regia di George Pan Cosmatos (1993)
- L.A. Confidential, regia di Curtis Hanson (1997)
- Last Cut - Ultimo taglio, regia di Marcello Avallone (1997)
- Passaggio per il paradiso, regia di Antonio Baiocco (1998)
- Branchie, regia di Francesco Ranieri Martinotti (1999)
- Il gladiatore (Gladiator), regia di Ridley Scott (2000)
- Pearl Harbor, regia di Michael Bay (2001)
- Chimera, regia di Pappi Corsicato (2001)
- La volpe a tre zampe, regia di Sandro Dionisio (2001)
- Derailed - Punto d'impatto (Derailed), regia di Bob Misiorowski (2002)
- The Accidental Detective, regia di Vanna Paoli (2003)
- The Bourne Supremacy, regia di Paul Greengrass (2004)
- Il servo ungherese, regia di Giorgio Molteni e Massimo Piesco (2004)
- Legami sporchi, regia di Giorgio Molteni (2004)
- Defiance - I giorni del coraggio (Defiance), regia di Edward Zwick (2008)
- Limitless, regia di Neil Burger (2011)
- The Roommate - Il terrore ti dorme accanto (The Roommate), regia di Christian E. Christiansen (2011)
- Il cavaliere oscuro - Il ritorno (The Dark Knight Rises), regia di Christopher Nolan (2012)
- The President's Staff, regia di Massimo Morini (2013)
- Romeo and Juliet, regia di Carlo Carlei (2013)
- Guardiani della Galassia (Guardians of the Galaxy), regia di James Gunn (2014)
- Incarnate - Non potrai nasconderti (Incarnate), regia di Brad Peyton (2016)
- Ustica, regia di Renzo Martinelli (2016)
- MMA Love Never Dies, regia di Riccardo Ferrero (2016)
- Ma cosa ci dice il cervello, regia di Riccardo Milani (2019)
- Il migliore dei mondi, regia di Danilo Carlani, Alessio Dogana e Marcello Macchia (2023)
- Limonov, regia di Kirill Serebrennikov (2024)
- Napoli - New York, regia di Gabriele Salvatores (2024)

### Televisione
- Il maestro del terrore, regia di Lamberto Bava – film TV (1988)
- Miami Vice – serie TV, episodio 5x15 (1989)
- Il commissario Corso – serie TV, episodio 1x05 (1992)
- La signora della città, regia di Beppe Cino – film TV (1996)
- The Hunger – serie TV, 1 episodio (1997)
- Sotto il cielo dell'Africa – serie TV (1998)
- Walker Texas Ranger (Walker, Texas Ranger) – serie TV, episodio 6x13 (1998)
- Tre stelle – miniserie TV (1999)
- Il commissario – serie TV, 1 episodio (2001)
- E.R. - Medici in prima linea (ER) – serie TV, episodio 7x20 (2001)
- Law & Order: Criminal Intent – serie TV, episodio 1x02 (2001)
- Senza traccia (Without a Trace) – serie TV, episodio 1x10 (2002)
- CSI: Miami – serie TV, episodio 1x16 (2003)
- Spooks – serie TV, 2 episodi (2003-2004)
- Crossing Jordan – serie TV, 3x03 (2004)
- 24 – serie TV, episodi 4x12-4x13 (2005)
- CSI: Scena del crimine (CSI: Crime Scene Investigation) – serie TV, episodio 6x04 (2005)
- In Justice – serie TV, episodio 1x01 (2006)
- Rebecca, la prima moglie, regia di Riccardo Milani – miniserie TV (2008)
- Tutti pazzi per amore – serie TV, 12 episodi (2008-2009)
- Lie to Me – serie TV, episodio 2x01 (2009)
- Colpo di fulmine, regia di Roberto Malenotti – film TV (2010)
- Crimini – serie TV, episodio 2x07 (2010)
- 6 passi nel giallo – serie TV, episodio 1x04 (2012)
- Intelligence – serie TV, 10 episodi (2014)
- Code Black – serie TV, episodio 2x07 (2016)
- The New Pope – serie TV (2020)
- Imma Tataranni - Sostituto procuratore – serie TV, episodio 2x06 (2022)
- Mike, regia di Giuseppe Bonito – miniserie TV (2024)

## Doppiatori italiani
Nelle versioni in italiano delle opere in cui ha recitato, Tomas Arana è stato doppiato da:
- Luca Biagini in Derailed - Punto d'impatto, Colpo di fulmine, Ustica
- Alessandro Rossi in La setta, Frankenfish - Pesci mutanti
- Roberto Chevalier in The Roommate - Il terrore ti dorme accanto, The President's Staff
- Massimo Lodolo in Sotto il cielo dell'Africa, CSI: Miami
- Fabrizio Pucci in Tutti pazzi per amore, The New Pope
- Angelo Maggi in Incarnate - Non potrai nasconderti, Limonov
- Mauro Gravina in L'ultima tentazione di Cristo
- Dario Penne in Guardia del corpo
- Roberto Draghetti in E.R. - Medici in prima linea
- Pasquale Anselmo in Il gladiatore
- Davide Marzi in Pearl Harbor
- Domenico Brioschi in Law & Order: Criminal Intent
- Antonio Palumbo in 24
- Stefano De Sando in The Bourne Supremacy
- Roberto Pedicini in Rebecca, la prima moglie
- Rodolfo Bianchi in Il cavaliere oscuro - Il ritorno
- Daniele Valenti in Code Black